# Metropolia di Mordovia

Localizzazione della Mordovia nella federazione russa.

La metropolia di Mordovia (in russo Мордовская митрополия?) è una delle province ecclesiastiche che costituiscono la Chiesa ortodossa russa.
Istituita dal Santo Sinodo il 6 ottobre 2011, comprende l'intera Repubblica di Mordovia nel circondario federale del Volga.
È costituita da 3 eparchie:
- Eparchia di Saransk
- Eparchia di Ardatov
- Eparchia di Krasnoslobodsk

Sede della metropolia è la città di Saransk, il cui eparca ha il titolo di "Metropolita di Saransk e di Mordovia".